# Université du Sud du Maine
L'université du Sud du Maine ou université de Southern Maine (en anglais : University of Southern Maine, USM) est une université américaine située à Portland, Gorham et Lewiston dans le Maine.

## Relations internationales
L'université est membre de l’Université de l'Arctique. UArctic est un réseau international d’universités, d’instituts de recherche et d’organisations ayant pour but de promouvoir, coordonner et soutenir la recherche ainsi que l’éducation en régions arctiques.